# Víska u Brocné
Víska u Brocné je jednou ze dvou od sebe oddělených částí vesnice Brocná, části obce Skuhrov nad Bělou v okrese Rychnov nad Kněžnou. Nachází se asi 2,5 km západně od Skuhrova nad Bělou a 0,2 km severozápadně od Brocné. V roce 2017 se zde nacházelo 17 domů.
Víska u Brocné leží v katastrálním území Brocná o výměře 3,88 km2.

## Fotografie

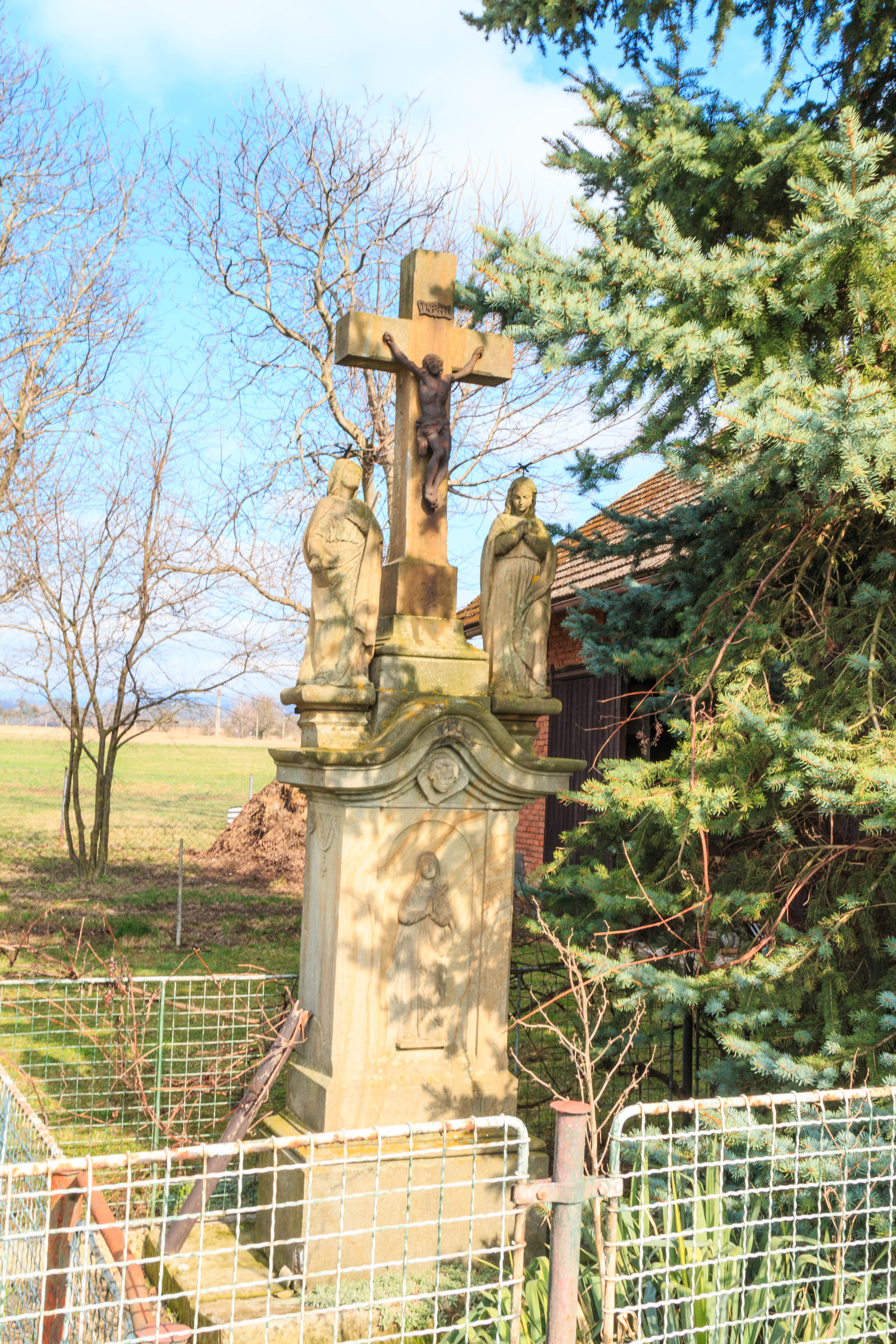
Víska u Brocné - kříž
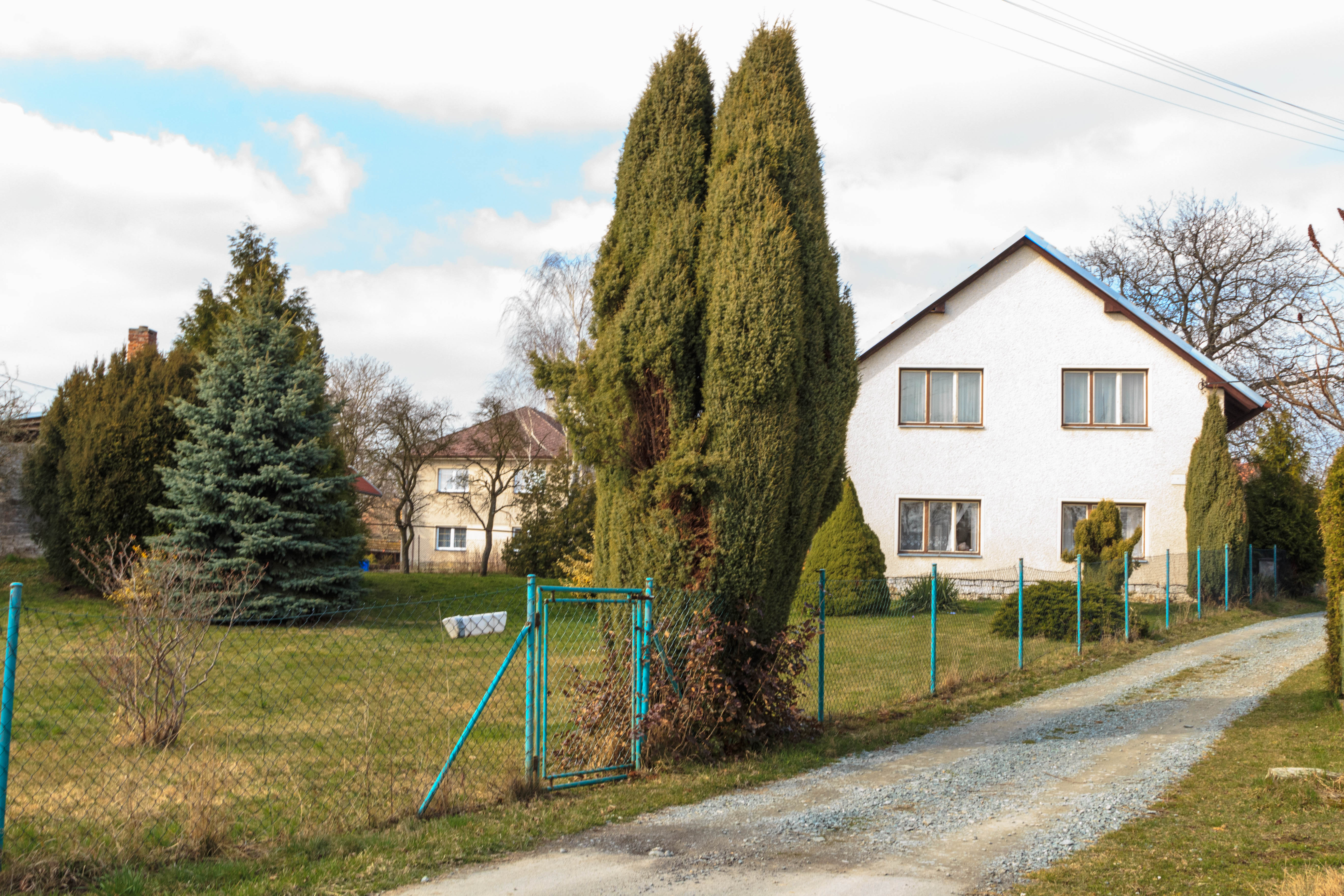
Víska u Brocné - čp. 53
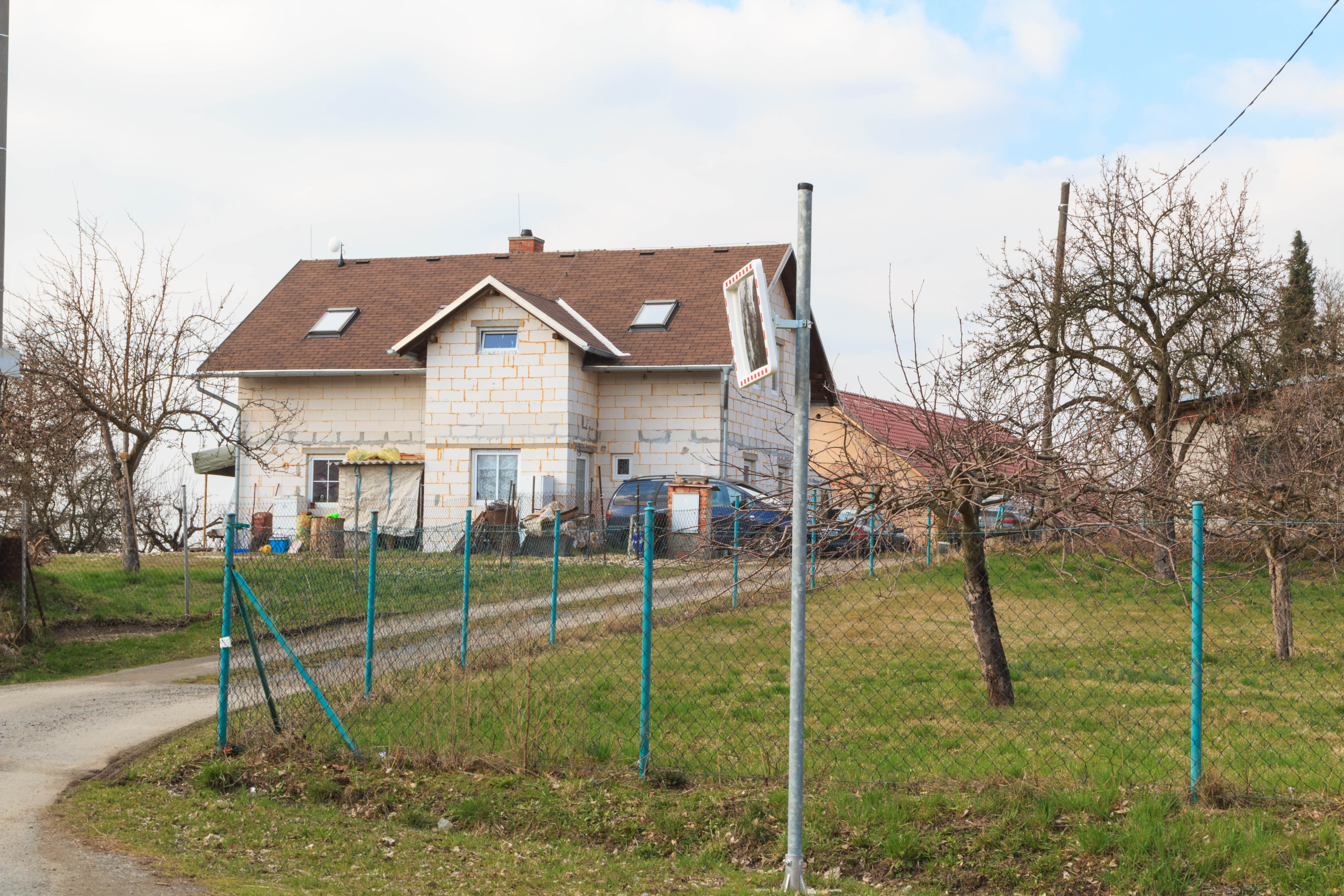
Víska u Brocné - čp. 54
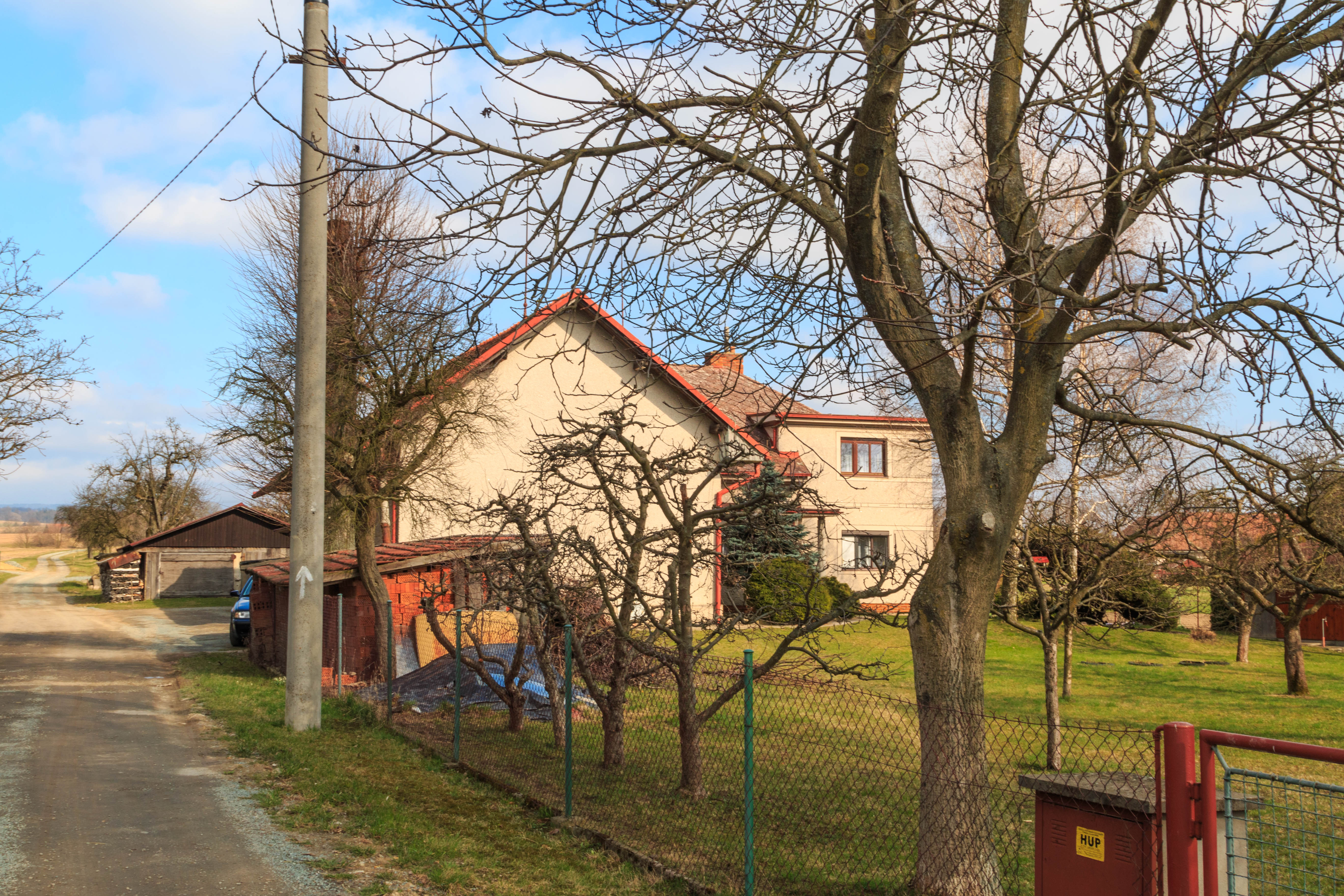
Víska u Brocné - čp. 21